# Rathaus (Ebersberg)

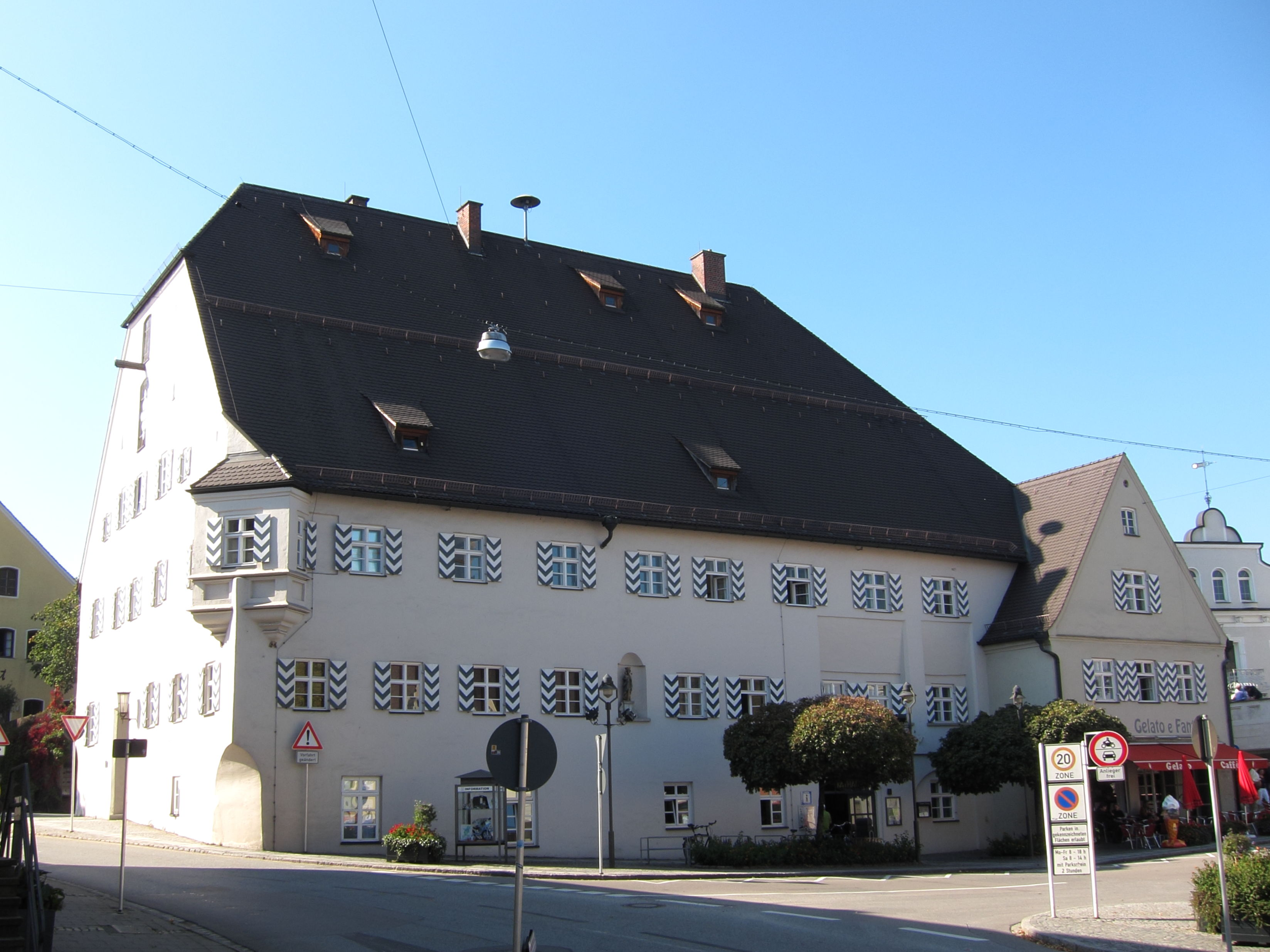
Rathaus in Ebersberg

Das Rathaus in Ebersberg im oberbayerischen Landkreis Ebersberg ist eine ehemalige Klostertaverne des Klosters Ebersberg. Das seit 1873 als Rathaus dienende Gebäude am Marienplatz 1 ist ein geschütztes Baudenkmal. 
Die Beschreibung lautet:
Rathaus, ehem. Klostertaverne, freistehender stattlicher dreigeschossiger Bau mit Eckerker, im Kern Mitte 15. Jh., Ausbau 1529, u. a. mit Netzgewölben und geschnitzten Balkendecken, als Rathaus eingerichtet 1873, hohes Krüppelwalmdach nach Brand 1925 erneuert.